# 유럽 고속도로 771호선
유럽 고속도로 771호선(European route E771)은 루마니아의 드로베타투르누세베린과 세르비아의 니시를 이어주는 B-클래스급 고속도로로, 총 연장은 약 225 km이다.

## 경로
- 루마니아
  - 드로베타투르누세베린 (유럽 고속도로 70호선)
- 세르비아
  - 니시 (유럽 고속도로 75호선, 유럽 고속도로 80호선)